# 4106 Nada
4106 Nada è un asteroide della fascia principale. Scoperto nel 1989, presenta un'orbita caratterizzata da un semiasse maggiore pari a 2,7529377 UA e da un'eccentricità di 0,1800424, inclinata di 9,73808° rispetto all'eclittica.